# أندري ييفدوكيموف
أندري ييفدوكيموف (الروسية: Евдокимов, Андрей Владимирович) هو لاعب كرة قدم روسي في مركز الدفاع، ولد في 9 مارس 1999. لعب مع نادي خيمكي.

## وصلات خارجية
- أندري ييفدوكيموف على موقع قاعدة بيانات كرة القدم.إي يو (الإنجليزية)
- أندري ييفدوكيموف على موقع Soccerway.com (الإنجليزية)
- أندري ييفدوكيموف على موقع عالم كرة القدم.نت (الإنجليزية)